# Jan Gross (Theologe)

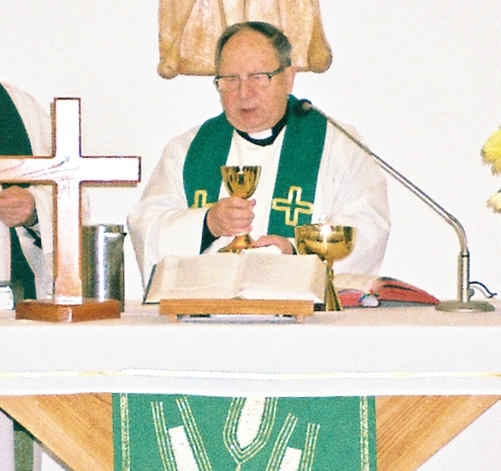
Jan Gross

Jan Gross (* 25. April 1938 in Starogard, Polen, (deutsch: Preußisch Stargard); † 25. März 2014 in Cieszyn, Polen) war ein polnischer lutherischer Theologe. Er war Präses der Synode der Evangelisch-Augsburgischen Kirche in Polen.
Jan Gross wurde am 2. Oktober 1960 zum Geistlichen Amt ordiniert und war zunächst in Szczytno (Ortelsburg) tätig. Im Jahre 1961 wurde er Pfarrer in Dąbrówno (Gilgenburg), Lipowo (Leip) und Glaznoty (Marienfelde). Am 1. Januar 1963 übernahm er die Kirchengemeinde Goleszów (Golleschau).
Am 28. September 1967 heiratete er Krystyna Jarzembowska, mit der er die Tochter Elżbieta-Helena Gross hatte.
Am 1. Oktober 1973 übernahm er eine neue Tätigkeit in Cieszyn (Teschen), und am 3. September 1978 wählte ihn die Gemeinde Mikołów (Nikolai) zu ihrem Pfarrer. Er erhielt die „Mikołowiannia 2003“ und wurde im Jahre 2004 mit der „Luther-Rose“ ausgezeichnet.
Bis 2007 war Jan Gross Präses der Synode der Evangelisch-Augsburgischen Kirche in Polen.